# 神劍封魔
《神劍封魔》，是一個動作角色扮演遊戲，最初由日本Game Arts於1987年發行在NEC PC-8801上。Sierra On-Line與Game Arts交易後，重新在歐盟和北美區發行DOS版本。
在《神劍封魔》遊戲中, 玩家扮演角色為騎士加蘭公爵（Duke Garland），任務是蒐集迷宮中九塊稱為「埃斯梅桑蒂之淚」（Tears of Esmesanti）的魔法首飾碎片，用來擊敗混沌帝王賈因希（Jashiin），並拯救被其黑暗統治下的澤利亞德大陸（Zeliard）以及被石化的費利西卡（Felishika）公主。

## 故事
2000年前一個古老的惡魔叫賈希因（Jashiin，自稱為混沌帝王）暴虐統治澤利亞德大陸（Zeliard），費利西卡（Felishika）王國的某任國王祈求聖靈幫助並用埃斯梅桑蒂之淚（Tears of Esmesanti）的魔法首飾封印了賈希因。後來賈希因沉睡中甦醒過來，粉碎埃斯梅桑蒂之淚並將九個碎片分別藏於各個洞穴迷宮中。賈希因掀起的沙塵暴持續115天，將費利西卡王國的綠地變成沙漠（但實際上地上城鎮也有綠色植物點綴，並非全然沙漠荒蕪景象，可見得仍有部分區域免於沙漠化），洞穴中到處充斥著吃人的魔物。賈希因為了對2000年前那個把牠封印的國王後代子孫進行報復，因此將現任費利西卡國王的獨生女兒-美麗的公主費利西亞（Felicia）變成了石像。
玩家控制的角色加蘭公爵（Duke Garland）在旅途中被聖靈指引來拯救澤利亞德大陸的費利西卡王國以及費利西亞公主。 加蘭公爵必須到九個迷宮中重新蒐集並拼湊埃斯梅桑蒂之淚完整的魔法首飾，並擊殺賈希因，才能扭轉石化的詛咒。 
主角在遊戲一開頭出現費利西卡城堡，晉見國王並得到初期資金1000單位金幣，並在賈希因尚未征服的各個城市中採購武器道具並休息，在村民及守衛口中可得到各種情報，但也要當心某些非玩家角色不懷好意。

## 各城鎮建築物介紹
- 城堡：最一開始覲見國王的場所

- 武器店：購買武器盾牌或維修盾牌，可詢問老闆武器盾牌功能，但沒花錢消費就出門老闆會搥桌子叫玩家滾蛋。

- 魔法道具店：買賣商品，可詢問老闆娘道具功能。有初期秒殺關卡頭目的道具是Magic Stone(魔法石)。沒消費老闆娘還是會親切的微笑謝謝玩家。

- 教堂（十字架外型）：免費讓玩家恢復體力。

- 旅館：玩家花錢恢復體力。

- 賢者之屋（灰色建築）：存檔、提升玩家生命值及絕招（必須砍怪得到相當經驗值才能提升）、給予玩家少許提示。

- 銀行：存提金幣，ALMAS（寶石）兌換金幣（遊戲中砍怪獲得寶石無法直接消費，必須先兌換成金幣）、查詢餘額，若存款1000金幣以上，行員會拿起來開心大笑，如果沒存錢便離開行員會冷漠裝忙要玩家離開。

## 原聲帶曲目
- Introduction/Opening Theme（介紹/主題曲）
- Credits（榮譽）
- Muralla Town（城牆鎮）
- Cavern of Malicia（邪惡洞穴）
- Satono Town（色圖諾鎮）
- Bosque Village（樹林村）
- Tumba Town（墳墓鎮）
- Cavern Of Peligro（危險洞穴）
- Cavern Of Corroer（腐敗洞穴）
- Cavern Of Madera（原木洞穴）
- Cavern Of Escarcha（霜雪洞穴）
- Cavern Of Caliente（炎熱洞穴）
- Cavern Of Tesoro（寶藏洞穴）
- Cavern Of Absor（厄博索洞穴）

## 外部連結
- ZeliardGame （页面存档备份，存于）
- Zeliard神劍封魔(澤利亞德大陸)中文故事序章 （页面存档备份，存于）
- 莫比游戏上的《神劍封魔》（英文）